# Лайф (команда Формулы-1)
Лайф (англ. Life Racing Engines) — спортивная команда, участница автогонок в классе Формулы-1, выступавшая в сезоне 1990.
Команда по признанию многих[кого?] называется худшей в истории Формулы-1. За 14 Гран-при команда не прошла ни одну предварительную квалификацию.

## Начало
Бывший инженер «Феррари» Франко Роччи после увольнения решил заняться конструированием моторов. У него была идея создать нетрадиционный для автогонок W-образный 12-цилиндровый мотор. Этот мотор был подготовлен к сезону 1989. Именно в 1989 году в Формуле-1 были запрещены турбомоторы. После полного провала Роччи продал мотор Эрнесто Вита, который пытался основать новую команду. В 1989 году у него ничего не вышло из-за отсутствия спонсоров.

## Шасси
Вита назвал свою новую команду Life (жизнь) — это перевод его фамилии. Штаб-квартира находилась в городе Модена. На самом деле это был просто гараж, мало походивший на базу гоночной команды. У команды не было денег строить машину. В итоге Вита купил шасси, построенное бразильским конструктором Ричардом Дивиллой для команды FIRST Racing. Машина была построена для участия в сезоне Формулы 1 1989 года, её гонщиком должен был стать Габриэле Тарквини. Однако команда не смогла пройти обязательный крэш-тест и не была допущена до старта. Вита купил тот самый[уточнить] мотор, установив его на минимально доработанное шасси FIRST. Окончательно шасси L190 было готово к февралю 1990 года.

## Крах сезона 1990

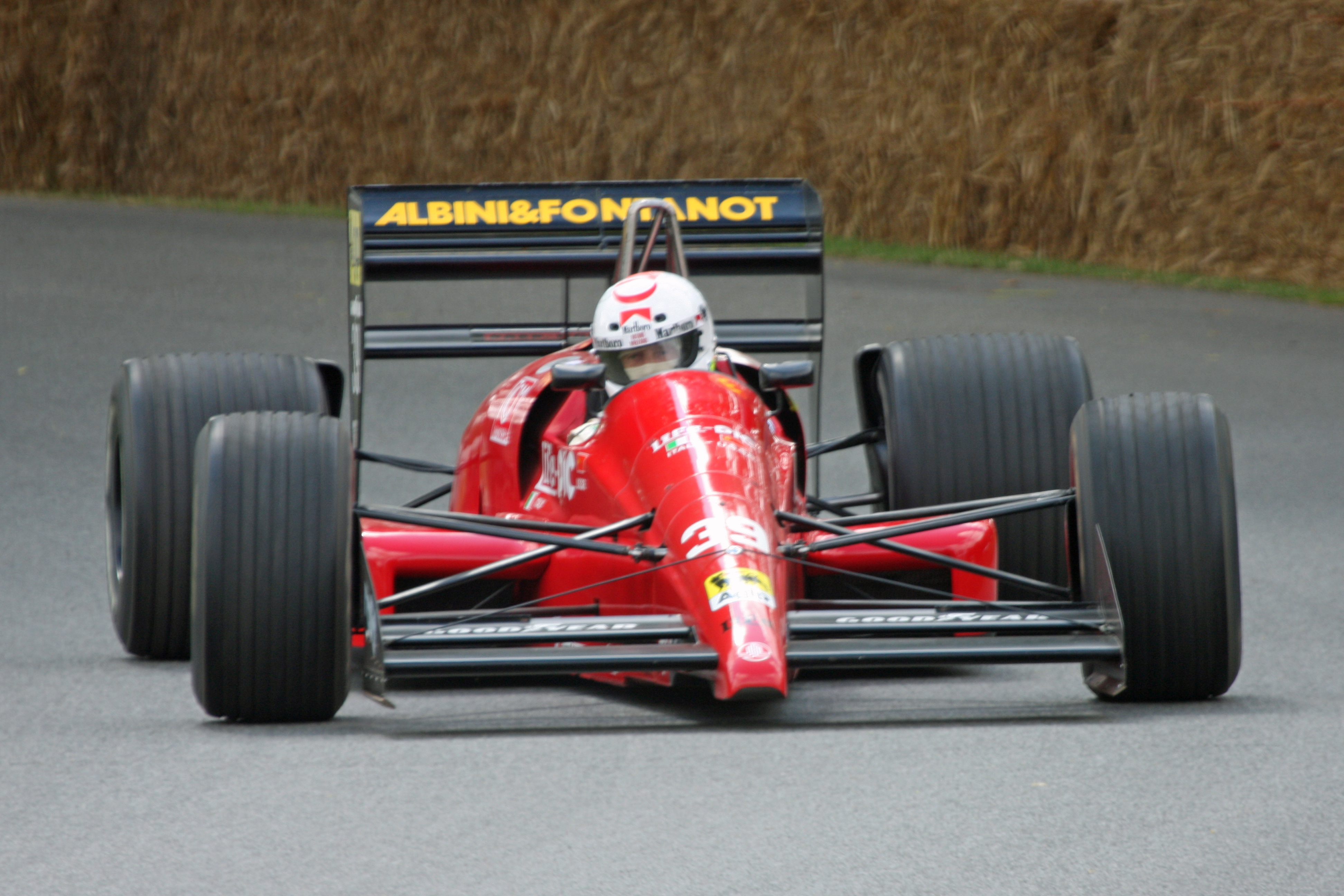
Шасси Life L190 на Фестивале скорости в Гудвуде.

Мотор выдавал лишь 2/3 от мощности других двигателей "Формулы-1", машина была самой тяжёлой во всем пелотоне при полном отсутствии надежности. В результате машина оказалась медленнее даже машин "Формулы-3000".
За руль сел Гэри Брэбем, сын чемпиона мира Джека Брэбема. Он участвовал в двух Гран-при и оба раза не прошёл предварительную квалификацию, причем во втором случае машина остановилась практически сразу после выезда с пит-лейн. После множества проблем, возникших в первых гонках сезона, Брэбем предпочел покинуть команду. Заменил его ветеран Бруно Джакомелли, не садившийся за руль с 1983 года. На первом же выступлении[уточнить] Джакомелли проиграл соперникам более 5 секунд на круге в предварительной квалификации. В дальнейшем максимум, чего удавалось добиться без поломок — это 3-4 круга, после чего машина замирала на обочине. Отставание всегда измерялось десятками секунд на круге. В конце сезона команда решила заменить моторы на Джадд, но выяснилось, что новый двигатель не умещается в корпус. Не имея ни возможности, ни желания продолжать, владелец снял команду с оставшихся двух гонок чемпионата и покинул автоспорт навсегда.

## Результаты выступлений
| Легенда к таблице |                                                                    |
| --- | ------------------------------------------------------------------ |
| В таблице перечислены результаты всех Гран-при Формулы-1, в которых принимала участие команда. Строками таблицы являются сезоны, столбцами — этапы чемпионата мира. В каждой клетке указаны сокращённое название этапа и результаты гонщиков команды, дополнительно обозначенные цветом. Расшифровка обозначений и цветов представлена в нижеследующей таблице. |                                                                    |
| \| Пример \| Описание \| \| ------------ \| ------------------------------------------------------------------ \| \| 1 \| Победитель \| \| 2 \| Второе место \| \| 3 \| Третье место \| \| 5 \| Финишировал, заработав очки \| \| Сход \| Не финишировал, но при этом заработал очки \| \| 12 \| Финишировал, не получив очков \| \| НКЛ \| Финишировал, но не попал в финальную классификацию \| \| 15 \| Участвовал вне зачёта, либо по отдельной классификации \| \| 18 \| Не финишировал, но попал в финальную классификацию \| \| Сход \| Не финишировал \| \| НКВ \| Не прошёл квалификацию \| \| НПКВ \| Не прошёл предквалификацию \| \| ДСК \| Дисквалифицирован \| \| ИСК \| Исключён из протокола соревнований \| \| ТТ \| Заявлен для участия только в тренировках \| \| НС \| Участвовал в квалификации, но не стартовал в гонке \| \| Т \| Травмирован или болен \| \| ОТК \| Отказ от участия \| \| НТР \| Прибыл на соревнования, но на трассу не выезжал \| \| НПР \| Был заявлен в числе участников, но не прибыл к началу соревнований \| \| О \| Соревнования отменены \| \| \| Не участвовал \| \| Поул-позиция \| \| \| Быстрый круг \| \| |                                                                    |
| Пример | Описание                                                           |
| 1 | Победитель                                                         |
| 2 | Второе место                                                       |
| 3 | Третье место                                                       |
| 5 | Финишировал, заработав очки                                        |
| Сход | Не финишировал, но при этом заработал очки                         |
| 12 | Финишировал, не получив очков                                      |
| НКЛ | Финишировал, но не попал в финальную классификацию                 |
| 15 | Участвовал вне зачёта, либо по отдельной классификации             |
| 18 | Не финишировал, но попал в финальную классификацию                 |
| Сход | Не финишировал                                                     |
| НКВ | Не прошёл квалификацию                                             |
| НПКВ | Не прошёл предквалификацию                                         |
| ДСК | Дисквалифицирован                                                  |
| ИСК | Исключён из протокола соревнований                                 |
| ТТ | Заявлен для участия только в тренировках                           |
| НС | Участвовал в квалификации, но не стартовал в гонке                 |
| Т | Травмирован или болен                                              |
| ОТК | Отказ от участия                                                   |
| НТР | Прибыл на соревнования, но на трассу не выезжал                    |
| НПР | Был заявлен в числе участников, но не прибыл к началу соревнований |
| О | Соревнования отменены                                              |
| | Не участвовал                                                      |
| Поул-позиция |                                                                    |
| Быстрый круг |                                                                    |

| Сезон | Шасси     | Двигатель(-и)    | Ш | Гонщики          | 1    | 2    | 3    | 4    | 5    | 6    | 7    | 8    | 9    | 10   | 11   | 12   | 13   | 14   | 15  | 16  | Место | Очки |
| ----- | --------- | ---------------- | - | ---------------- | ---- | ---- | ---- | ---- | ---- | ---- | ---- | ---- | ---- | ---- | ---- | ---- | ---- | ---- | --- | --- | ----- | ---- |
| 1990  | Life L190 | Life F35 3.5 W12 | G |                  | США  | БРА  | САН  | МОН  | КАН  | МЕК  | ФРА  | ВЕЛ  | ГЕР  | ВЕН  | БЕЛ  | ИТА  | ПОР  | ИСП  | ЯПО | АВС | —     | 0    |
| 1990  | Life L190 | Life F35 3.5 W12 | G | Гэри Брэбем      | НПКВ | НПКВ |      |      |      |      |      |      |      |      |      |      |      |      |     |     | —     | 0    |
| 1990  | Life L190 | Life F35 3.5 W12 | G | Бруно Джакомелли |      |      | НПКВ | НПКВ | НПКВ | НПКВ | НПКВ | НПКВ | НПКВ | НПКВ | НПКВ | НПКВ |      |      |     |     | —     | 0    |
| 1990  | Life L190 | Judd EV 3.5 V8   | G | Бруно Джакомелли |      |      |      |      |      |      |      |      |      |      |      |      | НПКВ | НПКВ |     |     | —     | 0    |

Весной 1990 года Вита подписал соглашение с председателем ленинградского кооператива «Пик» и руководителем секции ДОСААФ Кировского завода Михаилом Адольфовичем Пичковским. Он обещал Вите финансовую поддержку в размере $20 млн и технологическую помощь советской оборонной промышленности. В обмен на это итальянская команда должна была открыть партнёрам из Ленинграда свои разработки и организовать подготовку советского персонала для гоночной команды. Но никакой помощи от «Пика» команда Виты не получила.